# Ristjärnen (Näs socken, Jämtland)
Ristjärnen är en sjö i Östersunds kommun i Jämtland och ingår i Indalsälvens huvudavrinningsområde.